# Ennio Coltorti
Ennio Coltorti (Roma, 21 marzo 1949) è un attore, doppiatore e regista teatrale italiano.

## Biografia
È diplomato all'Accademia d'arte drammatica "Silvio D'Amico" in regia e recitazione e laureato all'Università La Sapienza in lettere, storia del teatro e dello spettacolo.
Nel corso della sua carriera in teatro, iniziata nel 1981, ha lavorato con Gigi Proietti, Giorgio Albertazzi, Sergio Castellitto, Margaret Mazzantini, Sergio Rubini, Fiorenzo Fiorentini, Renzo Montagnani ed Ennio Fantastichini, svolgendo anche lavori come traduttore. È ideatore e direttore della rassegna teatrale Attori in cerca d'autore, nonché presidente e direttore artistico del Teatro Stanze Segrete di Roma.
Negli anni novanta ha partecipato alle miniserie televisive Una storia italiana, diretta da Stefano Reali, in cui ha interpretato il padre dei fratelli Abbagnale, e La rossa del Roxy Bar, diretta dal Trio e ha recitato nei lungometraggi cinematografici Pasolini, un delitto italiano di Marco Tullio Giordana, in cui ha rivestito il ruolo del giudice dei minori, e Li chiamarono... briganti! di Pasquale Squitieri, nei panni di Caruso. Nel 2001 è apparso in Hannibal di Ridley Scott interpretando Ricci, un personaggio minore, e nel 2007 ne L'uomo privato di Emidio Greco, nella parte del commissario.
Doppiatore dalla fine degli anni ottanta, ha prestato spesso la voce agli attori Harvey Keitel, Willem Dafoe, Billy Bob Thornton, Scott Glenn, J. K. Simmons, Tom Waits, Martin Sheen e Alfred Molina. Ha inoltre doppiato Hugo Weaving nella trilogia di Matrix, Patrick Stewart nella saga cinematografica degli X-Men e Marlon Brando in Apocalypse Now Redux.
Per la televisione Coltorti ha doppiato Lance Henriksen nel ruolo di Frank Black in Millennium; Ron Rifkin nel ruolo di Arvin Sloane in Alias e Ted Levine nel ruolo di Leland Stottlemeyer in Detective Monk.
Padre dell'attore e doppiatore Emiliano Coltorti e di Lara Coltorti e marito di Adriana Ortolani.

## Premi
Ha vinto dieci volte il premio "Biglietto d'oro" dell'AGIS al Festival di Taormina Arte (nove per i migliori incassi e una “premio giuria”). 
Ha vinto inoltre due volte ('85 e '86) il premio "Positano" diretto da Franco Zeffirelli; tre volte ('85,'86 e '87) il premio Platea oro; nell'89 il premio IDI e nel '92 il premio Fiuggi Europa e il premio Stanze Segrete;  nel 2005 il Premio Persefone e  ad oggi altri dieci premi vari per la sua attività nello spettacolo.
Come doppiatore ha vinto il premio “Best voice actor” al Dubbing Glamour Festival  nel ’23 e nel ’24 il premio alla carriera “Voci nell’ombra - Claudio G. Fava”

## Filmografia

### Attore

#### Cinema
- Pasolini, un delitto italiano, regia di Marco Tullio Giordana (1995)[2]
- Ninfa plebea, regia di Lina Wertmüller (1996)
- Li chiamarono... briganti!, regia di Pasquale Squitieri (1999)
- Hannibal, regia di Ridley Scott (2001)
- L'uomo privato, regia di Emidio Greco (2007)

#### Televisione
- Caro Petrolini di Ugo Gregoretti, da Ettore Petrolini, regia di Nicola De Rinaldo – prosa televisiva (1983)[4]
- Una storia italiana, regia di Stefano Reali – miniserie TV (1993) coprotagonista nel ruolo di "Pietro Amitrano"
- Sì, ti voglio bene – miniserie TV, regia di Marcello Fondato (1994)[5]
- La piovra 7 - Indagine sulla morte del commissario Cattani, regia di Luigi Petrelli – miniserie TV (1995)
- La rossa del Roxy Bar, regia di Anna Marchesini e Tullio Solenghi – miniserie TV (1995)[6]
- Addio e ritorno, regia di Rodolfo Roberti – film TV (1996)[7]
- Il caso Braibanti (protagonista). Regia di Franco Bernini.(1997)
- Squadra mobile scomparsi – serie TV (1998)[8]
- Linda e il brigadiere – serie TV, episodio 2x02 (1998)
- Lui e lei – serie TV (1998-1999)
- Il dono di Nicholas, regia di Robert Markowitz – film TV (1999)[9]
- Io ti salverò, regia di Mario Caiano – miniserie TV[10]
- Tutto in quella notte, regia di Massimo Spano – miniserie TV (2000)[10][11]
- San Pietro, regia di Giulio Base – miniserie TV (2005)[12]
- Don Matteo – serie TV, episodio 5x07 (2006)
- Mannaggia alla miseria, regia di Lina Wertmüller – film TV (2011)[13]
- L'onore e il rispetto#Quarta stagione – serie TV, quarta stagione (2015)
- Màkari – serie TV, episodio 2x01 (2022)
- Brennero – serie TV, episodi 1x05, 1x07, 1x08 (2024)

### Regista
- Barnum, co-diretto con Buddy Schwab – prosa televisiva (1985)[14]
- Cyrano, co-diretto con Gigi Proietti – prosa televisiva (1987)[15]

### Sceneggiatore
- In barca a vela contro mano, regia di Stefano Reali[16]

## Teatro
- Il matrimonio di Figaro di Beaumarchais, regia di U. Gregoretti
- La donna serpente di Carlo Gozzi, regia di E. Marcucci
- Lazzaro di Luigi Pirandello, regia di M. Ferrero.
- Odisseus di S. Arditi, regia di Renato Greco
- Colpevoli di Alessandro Varani, regia di A. Varani
- Romeo e Giulietta di William Shakespeare, regia di Renato Greco
- Confiteor di Maricla Boggio, regia di Maricla Boggio
- Figli di cane di Karl Wudstra, regia di R. Rinaldi
- Operazione di Stefano Reali, regia di Stefano Reali
- Italia-Germania 4 a 3 di U. Marino, regia di S. Rubini
- Hai mai provato nell'acqua calda? di Walter Chiari, regia di Walter Chiari
- Sex, Sax And Love di M. Fallucchi e di P. La Fonte, regia di M. Fallucchi
- Histoire du soldat di C.F. Ramuz e di Igor' Fëdorovič Stravinskij
- Amore mio asciugami di Murray Schisgal, Regia di Nicola Pistoia
- La banda di Pierpaolo Palladino, regia di C. Boccaccini
- Il processo di Giordano Bruno di M. Moretti, regia di C. Boccaccini
- Matteotti - L'ultimo discorso di Maricla Boggio, regia di Maricla Boggio
- Il cappello del Papa di Pierpaolo Palladino, regia di M. Panici
- Ennio Morricone: Notte di pace, piazza San Marco a Venezia, 8 settembre 2007.
- Un'ora senza televisione di Jaime Salom, regia di Gianluca Ramazzotti
- Ritratto di Sartre da giovane, adattamento musicale di Gianluca Attanasio
- Pirandello - Abba: Frammenti di Maricla Boggio
- No, non andare a Modena a comprare un vecchio sassofono di U. Marino
- Lorena per due di Guido Nahum
- Uscirò dalla tua vita in taxi di W. Hall e K. Waterhouse
- Dovevi essere tu di J. Bologna e R. Taylor
- Venga a prendere il caffè da noi di Pino Pavia
- Glenn Gould - L'ultima nota di M. Ciricillo
- Ossessioni pericolose di N. J. Crisp
- Quando il gatto non c'è di Mortimer Cooke
- Il mestiere dell'omicidio di R. Harris
- Dure o morbide? Di D. Camerini
- La dodicesima notte di William Shakespeare
- A cena col Diavolo di Jean Claude Brisville
- Napoleone a Sant'Elena, da La Dernière salve di Jean Claude Brisville, regia di Ennio Coltorti (2007)[17]
- Plastica di D. Camerini
- Lo sbaglio di essere vivo di Aldo De Benedetti
- 'O Canciello di Pietro de Silva
- La scelta di G. Manfridi
- Complici di Rupert Holmes

## Doppiaggio

### Film
- Harvey Keitel in Smoke, Blue in the Face, Clockers, Acque profonde, Favole, Lulu on the Bridge, Holy Smoke - Fuoco sacro, Little Nicky - Un diavolo a Manhattan, U-571, Red Dragon, Il ponte di San Luis Rey, Il mistero dei Templari - National Treasure, Be Cool, Vengo a prenderti, Il mistero delle pagine perdute - National Treasure, Wrong Turn at Tahoe - Ingranaggio mortale, , Vi presentpo i nostri, Pulp fiction, Guida alla morte per principianti, Moonrise Kingdom - Una fuga d'amore, Grand Budapest Hotel, The Congress, The Ridiculous 6
- Sam Shepard in La promessa, Le pagine della nostra vita, La tela di Carlotta, Un marito di troppo, Ruffian - Veloce come il vento, Blackthorn - La vera storia di Butch Cassidy, Cogan - Killing Them Softly, Mud, I segreti di Osage County, Il fuoco della vendetta - Out of the Furnace, Cold in July - Freddo a luglio
- Willem Dafoe in eXistenZ, C'era una volta in Messico, Le avventure acquatiche di Steve Zissou, American Dreamz, Inside Man, Aiuto vampiro, My Son, My Son, What Have Ye Done, Aquaman, Vox Lux, Aquaman e il regno perduto, Saturday Night
- Patrick Stewart in X-Men, X-Men 2, X-Men - Conflitto finale, X-Men le origini - Wolverine, Wolverine - L'immortale, X-Men - Giorni di un futuro passato, Logan: The Wolverine, Matrimonio con l'ex, Doctor Strange nel Multiverso della Follia
- Billy Bob Thornton in Amici di letti, Prima ti sposo poi ti rovino, Alamo - Gli ultimi eroi, Babbo bastardo, The Judge, Babbo bastardo 2, The Gray Man
- Scott Glenn in Potere assoluto, Training Day, The Shipping News - Ombre dal profondo, Buffalo Soldiers, Freedom Writers, Sucker Punch, The Bourne Legacy
- J. K. Simmons in The Mexican - Amore senza la sicura, Thank You for Smoking, A piedi nudi, The Meddler - Un'inguaribile ottimista, Justice League, 2 gran figli di..., Zack Snyder's Justice League, La guerra di domani
- Tom Waits in Coffee and Cigarettes, 7 psicopatici, Old Man & the Gun, I morti non muoiono
- Martin Sheen in Spawn, Prova a prendermi, The Amazing Spider-Man, Chiedimi tutto
- Hugo Weaving in Matrix, Matrix Reloaded, Matrix Revolutions, La battaglia di Hacksaw Ridge
- Alfred Molina in Chocolat, Frida, Texas Rangers, Un incantevole aprile
- Dennis Hopper in EdTV, Giorni di passione, Blackout, Jesus' Son
- Bob Hoskins in Il nemico alle porte, Garfield 2, Hollywoodland
- Christopher Walken in L'intrigo della collana, New Rose Hotel, Man on Fire - Il fuoco della vendetta
- Fred Ward in I protagonisti, Road Trip, Tutta colpa dell'amore, Cani sciolti
- Sam Elliott in Hulk, La bussola d'oro, La regola del silenzio - The Company You Keep
- Ray Winstone in Il gioco di Ripley, Le cronache di Narnia - Il leone, la strega e l'armadio, The Departed - Il bene e il male
- Stephen McHattie in Shoot 'Em Up - Spara o muori!, I bambini di Cold Rock
- Terence Stamp in La figlia del mio capo, La casa dei fantasmi, Elektra
- Bill Nighy in Alex Rider: Stormbreaker, Harry Potter e i Doni della Morte - Parte 1
- James Caan in Mickey occhi blu, City of Ghosts
- Jean Rochefort in Prêt-à-Porter, Tutti gli anni una volta l'anno
- Tom Bower in El Camino - Il film di Breaking Bad, Un fantasma in casa
- Billy Dee Williams in Star Wars - L'ascesa di Skywalker
- Michael Rooker in The Suicide Squad - Missione suicida
- Michael Caine in Festa in casa Muppet
- William H. Macy in Love Shooting, Stealing Cars
- Lance Henriksen in Scream 3, Alien vs. Predator, Supernova, Good Day for It
- Brett Cullen in Frammenti dal passato - Reminiscence
- Chazz Palminteri in Un amore sotto l'albero
- Shea Whigham in Fast & Furious 9 - The Fast Saga
- Marlon Brando in Apocalypse Now Redux
- David Schofield ne Il gladiatore
- Joaquim de Almeida in The Burning Plain - Il confine della solitudine
- Gary Oldman in Panama Papers
- Ben Kingsley in Tuck Everlasting - Vivere per sempre
- Bruce Altman in Il genio della truffa
- Martin Donovan in Ant-Man
- William Sadler in Machete Kills, Il sacro male
- Reg E. Cathey in The Mask
- Tzi Ma in Ladykillers
- Paul Hogan in Crocodile Dundee 3
- Hugh Laurie in La carica dei 101 - Questa volta la magia è vera
- Karel Roden in The Bourne Supremacy
- Robert Catrini in Jack Reacher - Punto di non ritorno
- John Shrapnel in Notting Hill
- Zoltán Mucsi in Kontroll
- Mohammad Bakri in Private
- Muse Watson in So cosa hai fatto
- Rodney Afif in Killer Elite
- Tony Cox in Io, me & Irene
- Steven Williams in Birds of Prey e la fantasmagorica rinascita di Harley Quinn
- Stephen McKinley Henderson in Dune
- A Martinez in Ambulance
- Andrew Bennett in Le ceneri di Angela
- Lukas Haas in Midnight in the Switchgrass - Caccia al serial killer
- Antonio Resines in Origini segrete
- Bruce Spence ne Le cronache di Narnia - Il viaggio del veliero
- John Alderton in Calendar Girls
- Dennis Weaver in Duel (ridoppiaggio 2004)
- Dejan Cukic in Trouble

### Film d'animazione
- Fillmore in Cars - Motori ruggenti, Cars 2, Cars 3
- Yao (parte parlata) in Mulan, Mulan II
- Kerchak in Tarzan, Tarzan 2
- Il signore dello sciame ne Il viaggio fantastico
- Bau Bau (parte parlata) in Nightmare Before Christmas
- Un esploratore in Z la formica
- Ruvido in A Bug's Life - Megaminimondo
- Teschio in Bartok il magnifico
- Soto ne L'era glaciale
- Gaspare ne La carica dei 101 II - Macchia, un eroe a Londra
- Jeb la capra in Mucche alla riscossa
- Blitzen in Topolino strepitoso Natale!
- Generale Wellington in La sposa cadavere
- Jack Hammer in Robots
- Prof Frescolana in Chicken Little - Amici per le penne
- Amos Slade in Red e Toby 2 - Nemiciamici
- Houston in Space Chimps - Missione spaziale
- Gondo ne L'isola dei cani
- Melephant Brooks in Toy Story 4

### Serie televisive
- Harvey Keitel in 11 settembre - Tragedia annunciata, Life on Mars, Il mistero dei Templari - La serie
- Ron Rifkin in Alias, Brothers & Sisters - Segreti di famiglia, Limitless
- Dayton Callie in Deadwood, Fear the Walking Dead
- Michael Hogan in Cappuccetto rosso sangue, Teen Wolf
- Alfred Molina in The Company, Feud
- Ben Kingsley ne La bottega degli orrori di Sweeney Todd, La storia di Anna Frank
- John McEnery in Poirot
- Bruce Spence in La spada della verità
- Lance Henriksen in Millennium, X-Files, Castle, Memphis Beat, Legends of Tomorrow
- Ted Levine in Detective Monk
- Sam Shepard in Bloodline
- Gordon Tootoosis in Smallville
- Miguel Ferrer in NCIS: Los Angeles, Desperate Housewives
- Nathaniel Lahey Sr. in Le regole del delitto perfetto
- Kuiil in The Mandalorian
- F. Murray Abraham in Moon Knight
- Damián Alcázar in Acapulco
- A. Martinez in Avatar - La leggenda di Aang
- Ray Winstone in The Gentlemen
- Anton Lesser in 1899
- Patrick St. Esprit in S.W.A.T.

### Serie animate
- Filottete in Hercules, House of Mouse - Il Topoclub
- Birk Barlow (ep. 6x5), Wik e direttore dello Springfield Shopper ne I Simpson[18]
- Scozzese in Samurai Jack
- South Burning in Mobile Suit Gundam 0083: Stardust Memory
- Padre in Nome in codice: Kommando Nuovi Diavoli
- Lex Luthor in Superman
- Pinocchio in Cinderella Boy

### Videogiochi
- Filottete in Disney's Hercules[19] e Frenesia Volante[20]
- Arvin Sloane in Alias[21]
- Signor Castoro e Aslan il Leone in Le cronache di Narnia: Il leone, la strega e l'armadio[22]
- Fillmore in Cars - Motori ruggenti[23] e Cars 2[24]
- Shen in Heavenly Sword[25]